# روني هندرسون
روني هندرسون (29 مارس 1974 في الولايات المتحدة - ) (بالإنجليزية: Ronnie Henderson)‏ هو لاعب كرة سلة أمريكي في مركز مدافع مسدد الهدف. لعب مع LSU Tigers men's basketball ‏.

## وصلات خارجية
- روني هندرسون على موقع سبورتس رفرنس (الإنجليزية)
- روني هندرسون على موقع كرة السلة الأوروبية.كوم (الإنجليزية)
- روني هندرسون على موقع كلية كرة السلة في سبورتس رفرنس.كوم (الإنجليزية)
- روني هندرسون على موقع ريلجم (الإنجليزية)